# Uloborus pictus
Uloborus pictus là một loài nhện trong họ Uloboridae.
Loài này thuộc chi Uloborus. Uloborus pictus được Tord Tamerlan Teodor Thorell miêu tả năm 1898.